# Zvon z roku 1544

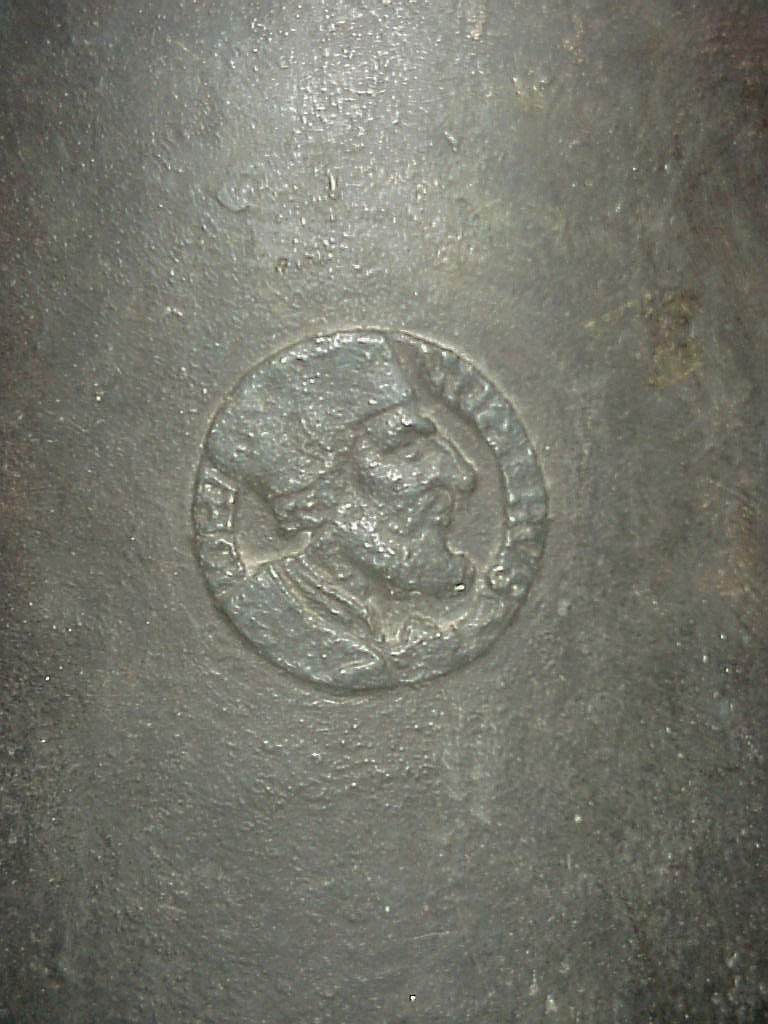
Portrét mistra Jana Husa na ústeckém zvonu

Zvon z roku 1544 v arciděkanském kostele Nanebevzetí Panny Marie v Ústí nad Labem, pořízený po požáru města v roku 1538, vyrobil zvonař Matěj Špic v Roudnici. Zvon je cenný pro medailon s mistrem Janem Husem.

## Rozměry
- Dolní průměr: 82 cm
- Průměr čepce: 51 cm
- Výška: 88 cm s korunou

## Popis zvonu
- Koruna: šest uch bez ozdob.
- Čepec: dvouřádkový nápis přechodným typem humanistické majuskule, výška písmen 2 cm, mezi řádky zdvojená linka: LETA PANIE MDXLIIII SLIT TENTO ZWON OD MATISE SSPICZE / (lilie) W RAWDNICZI KE CTI A CHWALE PANU BOHU WSSI RZISSE NEBESKE.
- Krk: medailon s bustou mistra Jana Husa (průměr 12 cm) – profil muže s vousem a čapkou, kolem opis: JOHANNES HUS.
- Věnec: dvě linky těsně u sebe, zesílení lemu.
- Srdce: železné, vějířovité, z boku ploché.

## Původ zvonu
V roce 1538 byla velká část města Ústí nad Labem postižena požárem, jemuž neunikly ani kostely Nanebevzetí a sv. Vojtěcha. Přitom byly zničeny i tamní zvony a město si chtělo rychle pořídit nové. Zatímco nedaleký kostel sv. Vojtěcha byl v minulosti „český“, kostel Nanebevzetí Panny Marie byl „německý“. Je proto zajímavé, že se v kostele objevuje zvon s českým nápisem a kališnickým motivem. V literatuře se objevují následující teorie:
- Zvon se původně nacházel v kostele sv. Vojtěcha a do kostela Nanebevzetí byl přesunut později – např. v období válečných rekvizic, kdy docházelo k častým výměnám zvonů mezi kostely. Nejsou ovšem známé žádné doklady o tom, že by k přesunutí došlo.[1]
- V 1. polovině 16. století bylo Ústí nad Labem převážně české a český kališnický zvon v „německém“ kostele může dokazovat i jakousi národnostní a náboženskou toleranci či nevyhraněnost obyvatel města.[1][2]

Vzhledem k tomu, že zvony s kališnickými motivy byly v dobách rekatolizace často přelévány nebo z nich aspoň byly ony motivy vysekány, je tento ústecký zvon – celkem pěkně zachovalý – svým způsobem vzácný.

## Zavěšení a stav zvonu
Zvon je zavěšen na zalomeném ocelovém závěsu v dřevěné konstrukci. K rozhoupávání se užívá elektrický vyzváněč. V minulosti byl zvon pootočen o 90°, aby se věnec vytloukal rovnoměrně. Povrch zvonu zašlý. V Muzeu města Ústí nad Labem je uložen sádrový odlitek celého zvonu. Stav k roku 2001.